# Armand Éloi
Armand Éloi est un acteur et metteur en scène belge né à Liège le 29 août 1962,.
Il vit à Paris depuis 1985. Il est diplômé de l'ENSATT (école de la rue Blanche) et a créé, en collaboration avec la scénographe Emmanuelle Sage la compagnie de théâtre Le théâtre du Passeur.

## Mises en scène
- 1993 : La Chunga de Mario Vargas Llosa
- 1994 : Le Corps de Léonard de Michel Danton
- 1996 : Les Noces du Romano de John Millington Synge (traduction Pierre-François Kettler)
- 1997 : L'Antichambre de Jean-Claude Brisville
- 1999 : La Balade du Grand Macabre de Michel de Ghelderode
- 2001 : Mais n'te promène donc pas toute nue de Georges Feydeau
- 2001 : Le Jardin de Perrot de Joëlle Moussafir
- 2002 : Perroquin de Tim Rescala
- 2005 : La Chunga de Mario Vargas Llosa (nouvelle mise en scène)
- 2008 : L'Atelier d'écriture de David Lodge
- 2010 : Aristides de Béatrice Hammer
- 2013 : Terre Sainte de Mohamed Kacimi
- 2015 : L'école des femmes de Molière
- 2016 : Ça va, maman ? de Gloria Mina
- 2019 : Moms de Linda A. Carson, Jill Daum, Alison Kelly, Robin Nichols, Barbara Pollard et Deborah Williams
- 2021 : Seuil de tolérance de Frédéric Sabrou

## Rôles au cinéma, à la télévision et au théâtre
- 1987 : Spot Ford, publicité de Jean-Jacques Annaud
- 1988 : La Meute - Jaspard - m.e.s. T. Chauvière
- 1989 : L'Or du diable de Jean Louis Fournier
- 1989 : Molière 89 - Molière - m.e.s. G. Rosset - Compagnie de l’Orle d’Or
- 1989 : L'Enfant de l’étoile - Wilde - m.e.s. A. Loncin - Le petit théâtre
- 1989 : Les Nuits révolutionnaires, téléfilm de Charles Brabant
- 1989 : Un été après l'autre (Impasse de la Vignette), film d'Anne-Marie Etienne
- 1990 : La Veillée, film de Samy Pavel
- 1990 : À quel sein se vouer - Louki - m.e.s. J-C. Hervé
- 1991 : Antigone - Sophocle - m.e.s. C. Farré - Compagnie C. Farré.
- 1992 : La Voleuse de Londres Neveu - m.e.s. D. Cohen - Compagnie Théâtre Azimuts
- 1992 - 2008: Y a-t-il des tigres au Congo ? - Ahlfors - m.e.s. A. Loncin - Le petit théâtre
- 1995 : Les Plaideurs - Racine - m.e.s. A. Loncin – Le Théâtre du Passeur
- 1997/98 : Liliom - Ferenc Molnár - m.e.s. S. Chévara - Compagnie Mack et les Gars
- 1999 : Valentin Haüy – Sophie Bensadoun – film institutionnel (rôle-titre)
- 2000 : Vérités ou mensonges - Bruno Nuytten – stage de formation cinéma
- 2001 - 2003 : L’Epidémie – Maxime Bourotte – Le Théâtre du Passeur
- 2001 : Jim la nuit – Bruno Nuytten - Arte
- 2002 : Écoute Nicolas – téléfilm de Roger Kahane – France 2
- 2003/04 : Una Estrella – Paloma Pedrero – m.e.s Panchika Velez – Arguia Théâtre
- 2005 : Les Histoires extraordinaires de Pierre Bellemare – docufiction – France 3
- 2008 : Reporters – série réalisée par Gilles Banier – Canal+
- 2009 : Buffon – muséal réalisé par Pierre Goisnier
- 2009 : Aveuglément – téléfilm de Charlotte Brandström – TF1
- 2010 : L'Arnacœur – long métrage de Pascal Chaumeil
- 2010 : Les Aventures extraordinaires d'Adèle Blanc-Sec – long métrage de Luc Besson
- 2010 : Aristides - Béatrice Hammer - m.e.s. A. Eloi - rôle-titre
- 2010 : Vauban – docufiction de Pascal Cuissot pour Arte - rôle de Louis XIV
- 2010 : Nicolas Le Floch, épisode 6 Le Grand Veneur – réalisé par Nicolas Picard-Dreyfuss - rôle du Père Landais - France 2
- 2012/13 : Collaboration - Ronald Harwood - m.e.s. Georges Werler - tournée nationale et Théâtre de la Madeleine
- 2014/15 : Les îles flottantes - Paul Emond - m.e.s. Georges About - Théâtre Côté Cour, Paris
- 2014 : Scènes de ménage - La vie rêvée des hôtes (sketch) - M6
- 2014/15//18 : Naissance d'un chef-d'œuvre - de et m.e.s. Stéphanie Chévara - Paris, Avignon
- 2015 : Les pieds dans le tapis de Nader Takmil Homayoun : Hector
- 2016 : Cessez-le-feu d'Emmanuel Courcol
- 2016 : Baron noir série réalisée par Ziad Doueiri – Canal+
- 2018 : Versailles : Le Palais retrouvé du Roi Soleil – documentaire de Marc Jampolsky pour Arte - rôle de Colbert[3]
- 2019 : Le bazar de la charité - série TF1 et Netflix - réal Alexandre Laurent - rôle du médecin
- 2020 : Astrid et Raphaëlle - réalisation Eric Leroux - série France 2 - Rôle du Professeur Henri Berger
- 2021 : Illusions perdues - long métrage de Xavier Giannoli - rôle du contrôleur opéra
- 2021 : L’Absente - série réalisée par Karim Ouaret - rôle du commissaire Forget
- 2021 : Lupin - série Netflix - réal Ludovic Bernard - rôle du croque-mort
- 2021 : D'argent et de sang - série de Xavier Giannoli pour Netflix - rôle de Molinier
- 2022 : Bardot - série de Danièle et Christopher Thompson - France 2 - rôle de Babinet
- 2022 : Une année difficile - long métrage de Olivier Nakache et Eric Toledano - rôle de Monsieur Galois
- 2023 : Cassé - Rémi De Vos - m.e.s. Nikson Pitakaj - Avignon 2023 et en tournée
- 2023 : L'île des esclaves - Marivaux - m.e.s Christophe Lidon - rôle d'Iphicrate - Avignon et CADO Orléans
- 2023 : Alphonse de Nicolas Bedos (série Prime Vidéo)

## Traductions
- L'Atelier d'écriture de David Lodge (avec Béatrice Hammer), publiée chez Rivages en 2009
- La vérité toute nue de David Lodge, publiée chez Rivages en 2007

## Récompense
- 1993 : La Chunga de Mario Vargas Llosa (création nationale) : Premier Prix des Rencontres Charles-Dullin 1994.